# Шеффер, Клод
Клод Фредерик-Арман Шеффер (фр. Claude Frédéric-Armand Schaeffer, 6 марта 1898, Страсбург — 5 октября 1982) — французский археолог.

## Биография
Возглавлял французскую археологическую экспедицию в Угарите в 1929 г., в ходе которой были обнаружены клинописные религиозные тексты. Занимал должности куратора Доисторического и галло-римского музея в Страсбурге (1924—1933) и Музея национальных древностей в Сен-Жермен-ан-Ле (1933—1956). Также производил раскопки на территории Анатолии (Арслантепе) и Кипра (Энгоми).
Был сторонником катастрофизма — теории, согласно которой крупные социальные изменения были обусловлены природными катаклизмами. На этой почве нашёл общий язык, подружился и активно переписывался с Иммануилом Великовским, неакадемические исследования которого поддержал, вразрез с мнением большинства своих коллег.

## Сочинения
- Schaeffer C.F.A. «Enkomi — Alasia», Paris 1952.